# پروسلوگیون
پروسلوگیون (به لاتین: Proslogium، «گفتمان») یک دعا (یا مراقبه) است که توسط روحانی قرون وسطایی سنت انسلم کانتربری در سال‌های ۱۰۷۷–۱۰۷۸ نوشته شده‌است و در صفات خداوند است تا توضیح دهد که چگونه خدا می‌تواند دارای ویژگی‌های به‌ظاهر متناقض باشد. این مراقبه اولین صورت‌بندی فلسفی شناخته‌شده‌ای است که برهان هستی‌شناختی وجود خدا را بیان می‌کند.
عنوان اصلی این گفتمان فهم در جستجوی ایمان است.

## برهان هستی شناختی
پروسلوگیون نشانه‌ای از آغاز برهان‌های هستی‌شناختی معروف و بسیار بحث‌برانگیز انسلم برای وجود خدا بود. اولین و معروف‌ترین استدلال او را می‌توان در پایان فصل ۲ یافت و پس از آن استدلال دوم او را دنبال کرد. درحالی‌که نظرات مربوط به استدلال‌های هستی‌شناختی دوگانه انسلم به‌طور گسترده متفاوت است، یک اجماع کلی وجود دارد که این استدلال برای مخاطبان موردنظر انسلم، یعنی مسیحیانی که به دنبال مبنایی عقلانی برای ایمان خود به خدا هستند قانع‌کننده‌ترین برهان است.

### استدلال اول
بازسازی‌های مختلفی از استدلال اول انسلم وجود دارد، مانند تحلیل‌های دکتر اسکات اچ مور:
- گزاره ۱: خدا موجودی است که بزرگ‌تر از آن تصور نمی‌شود.
- گزاره ۲: اگر وجود در واقعیت، بزرگ‌تر از وجود در ذهن باشد، موجودی خیالی که فقط در ذهن ما وجود دارد، «موجودی که بزرگ‌تر از آن قابل تصور نیست» نیست، باید در واقعیت نیز وجود داشته باشد، جایی که عدم امکان آن به‌منزله ناکامی خواهد بود.
- نتیجه: بنابراین موجودی که بزرگ‌تر از آن تصور نمی‌شود باید وجود داشته باشد و ما این موجود را خدا می‌نامیم.
- زیرا وجود در واقعیت بزرگ‌تر است تا فقط در ذهن، موجودی که هیچ چیز بزرگ‌تر از آن نیست که بتوان به آن فکر کرد، هم در ذهن و هم در واقعیت وجود خواهد داشت.

#### اعتراض
امانوئل کانت فیلسوف به این برهان اعتراض کرد، گرچه این برهان به‌طور کلی نسبت به استدلال‌های هستی‌شناختی می‌پردازد، نه به‌طور خاص. ایراد کانت این است که «وجود محمول نیست». اگر کانت در تحلیل خود کار انسلم را در نظر می‌گرفت، مطمئناً این کار را به خواننده واگذار می‌کرد تا کاربردپذیری ایراد را درک کند. یکی از تعابیر ممکن این است که بگوییم چون وجود محمول نیست، نمی‌توان موجودی را که وجود دارد بزرگ‌تر از موجودی که وجود ندارد پنداشت.

### استدلال دوم
درست مانند اولیی استدلال، دومین برهان هستی‌شناسانه آنسلم را می‌توان به روش‌های متعددی فرمول‌بندی کرد. به‌عنوان مثال، وین، استدلال دوم را به شرح زیر بیان می‌کند:
1. «خدا» به‌معنای «آن چیزی است که بزرگ‌تر از آن نمی‌توان تصور کرد».
2. تصور خدا متناقض نیست.
3. چیزی که می‌توان آن را غیرموجود (موجود ممکن) تصور کرد، به بزرگی آن چیزی نیست که نمی‌توان آن را غیرموجود تصور کرد (موجود ضروری).
4. بنابراین، فکر کردن به خدا به‌عنوان احتمالی موجود، به‌معنای اندیشیدن به بزرگ‌ترین موجود قابل‌تصور نیست. این یک تناقض است که بزرگ‌ترین موجود قابل‌تصور را ناموجود بدانیم.
5. بنابراین خدا وجود دارد.

#### مکمل
انسلم در فصل ۱۱ ادامه می‌دهد که (خطاب به خدا) «شما نه تنها آن چیزی هستید که بزرگ‌تر از آن تصور نمی‌شود، بلکه موجودی بزرگ‌تر از آن هستید که می‌توان تصور کرد.»